# Цона Продутива Норд Ест (Милано)
Цона Продутива Норд Ест је насеље у Италији у округу Милано, региону Ломбардија.
Према процени из 2011. у насељу је живело 18 становника. Насеље се налази на надморској висини од 179 м.